# حي غرب (كفر الشيخ)
حي غرب، هو إحدى التقسيمات الداخلية لمدينة كفر الشيخ في محافظة كفر الشيخ، جمهورية مصر العربية.